# Lago Helga
Helga (em sueco: Helgasjön;  PRONÚNCIA) é um lago da Suécia, localizado na comuna de Växjö no sul da província histórica da Småland. Tem uma área de 48,5 km2, uma profundidade máxima de 25 m, e está situado a 162 m acima do nível do mar. Nas suas águas são pescadas percas e bremas.